# Polyrhachis sulcata
Polyrhachis sulcata é uma espécie de formiga do gênero Polyrhachis, pertencente à subfamília Formicinae.